# Vatikanische Staatsbürgerschaft
Die vatikanische Staatsbürgerschaft (italienisch cittadinanza vaticana) ist nicht vererbbar und wird auch nicht automatisch demjenigen zuteil, der in der Vatikanstadt geboren wird. Somit werden die traditionellen Kriterien zur Erlangung einer Staatsbürgerschaft (Ius Soli und das Ius Sanguinis) im Fall des Vatikans nicht angewandt. Die vatikanische Staatsbürgerschaft ist funktionsbezogen und in der Regel auf die Dauer der dienstlichen Tätigkeit im Vatikan beschränkt. Bei Beendigung des „Arbeitsverhältnisses“ erlischt ihre Gültigkeit.

## Entwicklung
Eine vatikanische Staatsbürgerschaft im modernen Sinne gibt es erst seit dem 7. Juni 1929, dem Tag der Ratifizierung des Lateranvertrags, dessen Art. 9 und 21 relevante Regeln enthalten. Das italienische bürgerliche Recht, wozu auch das Staatsangehörigkeitsgesetz von 1912 gehörte, blieb insoweit gültig, als dass keine abweichende Regelung getroffen wurde.
Am 8. Juni 1929 wurde in den Acta Apostolicae Sedis ein erstes Staatsangehörigkeitsgesetz (Legge sulla cittadinanza ed il soggiorno) veröffentlicht.
Die Staatsbürgerschaft ist grundsätzlich kumulierbar, d. h., sie kann zusätzlich zu einer bereits vorhandenen erworben werden.

## Kriterien zur Erlangung
Nach den Regeln von 1929 sind Staatsangehörige:
- Der Papst
- In Rom und dem Vatikan wohnende Kardinäle.
- Durante munere:
  - Für eine Tätigkeit, die per Gesetz (d. h. zwingend) vorschreibt, im Vatikan zu leben.
  - Ausübung einer Tätigkeit im Vatikan oder bei anderen kirchlichen Stellen und eine Genehmigung des Kardinalstaatssekretärs (in einigen Fällen gemeinsam mit dem Governatorat), permanent im Vatikan zu leben.
- Genehmigung des Papstes, einen permanenten Wohnsitz im Vatikan einzunehmen mit dem ausdrücklichen Grund, die Staatsbürgerschaft zu er- oder zu behalten. Die galt besonders für Ehegatten, Kinder (unverheiratete Töchter; Söhne bis zum 25. Geburtstag) sowie unterhaltsberechtigte Geschwister (bis zum 25. Geburtstag) oder Elternteile.

Änderungen
Alle Diplomaten des Heiligen Stuhls gelten seit 6. Juli 1940 durante munere als im Vatikan „wohnhaft“ und sind somit Staatsangehörige.
Das Gesetz über die Päpstliche Schweizergarde vom 16. Januar 2006 erweiterte in Art. 85 deren Staatsangehörigkeit.
Ehegatten und Kinder eines vatikanischen Staatsangehörigen können auf Antrag, sofern sie mit diesem gemeinsam auf dem Staatsterritorium leben, ebenfalls die Staatsbürgerschaft erlangen, ohne dass die Altersbeschränkungen gelten. Das betrifft in der Praxis insbesondere die Angehörigen der Mitglieder der Schweizergarde.
Am 1. März 2011 wurden die Regelungen zur Staatsbürgerschaft weiter vereinfacht. Demnach erhalten nun automatisch alle im Vatikan oder in Rom wohnhaften Kardinäle sowie auf Antrag alle anderen im Vatikan wohnenden und in Dienst stehenden Personen die Staatsbürgerschaft.

## Vatikanische Staatsbürger
Zum Stichtag 18. August 1929 gab es 529 Staatsangehörige, darunter 390, die auch Italiener waren, sowie 110 Angehörige der Schweizergarde. In den zwei Monaten seit Inkrafttreten hatten zwei Kinder die Staatsangehörigkeit durch Geburt erworben.
Ende 2005 gab es 557 Staatsbürger: 58 Kardinäle, 293 Kleriker (Mitglieder von päpstlichen Einrichtungen), 62 weitere Kleriker, 110 Mitglieder der Schweizergarde und 43 Laien. Etwas weniger als die Hälfte (246) haben ihre ursprüngliche Staatsbürgerschaft beibehalten.
Im März 2011 hatte der Vatikanstaat 572 Staatsbürger sowie 221 Einwohner ohne vatikanische Staatsbürgerschaft.
Im Februar 2019 gab es (einschließlich des Papstes selbst) 618 Staatsbürger, von denen aber lediglich 246 (darunter 104 Mitglieder der Schweizergarde) im Staatsgebiet des Staates der Vatikanstadt lebten.

## Verlust der Staatsbürgerschaft
Ipso iure bei dauerhafter Aufgabe des Wohnsitzes im Vatikan. Regelmäßig erlischt die Staatsangehörigkeit bei Wegfall der dienstlichen Notwendigkeit zum regelmäßigen Aufenthalt im Vatikan z. B. Ablauf der Dienstzeit in der Schweizergarde. Hätte z. B. Papst Johannes Paul II. den mehrfachen Bitten des damaligen Kardinals Joseph Ratzinger stattgegeben und ihn aus dem Kuriendienst in den Ruhestand entlassen, so hätte dieser, sofern er seinen dienstlichen Wohnsitz in Rom aufgegeben hätte, die vatikanische Staatsangehörigkeit verloren.
Der automatische Verlust hätte zu Problemen für Staatsbürger führen können, deren Heimatrecht bei freiwilliger Annahme einer anderen den automatischen Verlust der Staatsangehörigkeit als Folge vorsieht. Zuvorderst betroffen waren hier Italiener. Mussolini zeigte sich hier schon bei den Debatten zum Lateranvertrag (Art. 9) großzügig: Ehemalige Italiener und alle Drittstaatler, die andernfalls staatenlos geworden wären, wurden automatisch (wieder) italienische Bürger.